# Ficus wassa
Ficus wassa — вид квіткових рослин родини шовковицеві (Moraceae).

## Поширення
Вид зустрічається в Індонезії, Новій Гвінеї, на Соломонових островах та Вануату. Лісовий вид, як правило, віддає перевагу відкритим лісам, на висотах до 2600 метрів від рівня моря.

## Опис
Це чагарник, або невисоке дерево 5–8 м заввишки. Плоди діаметром 12–6 мм червоного або фіолетового забарвлення.

## Використання
Місцевими народами у їжу вживають плоди та молоде листя. Кору використовують для лікування коліту, коріння як протизаплідний засіб.
Листя має шорстку поверхню і використовується як заміна наждачного паперу для чищення каструль і сковорідок. Волокниста кора використовується як головний убір для чоловіків. З кори роблять мотузки, а волокнисті гілки використовуються для чищення зубів. У листя загортають їжу для довшого зберігання.